# Anja Eerikäinen
Anja Eerikäinen, född Vuorremaa 21 juli 1933 i Ulvsby, död 17 februari 2002 i Åbo, var en finländsk djurskyddsaktivist. 
Eerikäinen inledde sin verksamhet 1967 då hon invaldes i styrelsen för Åbo djurskyddsförening. År 1979 blev hon kommunal djurskyddsövervakare (Finlands första) i Åbo, en befattning hon innehade till 1998. I mitten av 1970-talet inrättade hon en djurklinik i staden. Hon var en stridbar person som även engagerade sig för att bistå människor i trångmål.